# Pseudovector

Een lus van stroomdraad waar stroom door loopt, veroorzaakt een magnetisch veld (blauw). Als de lus en de stroom worden gespiegeld in de gestippelde lijn, wordt het magnetisch veld niet alleen gespiegeld, maar wisselt hij ook van richting. Stroom en positie van de lus zijn vectoren, het magnetisch veld is echter een pseudovector.

Een pseudovector of axiale vector is een wiskundig object dat evenals een "gewone" vector een richting en een grootte heeft, maar dat, anders dan een gewone vector, invariant is onder tekenwisseling van de onderliggende assen, terwijl een gewone vector daardoor tegengesteld van richting zou worden.
In de driedimensionale ruimte is met name het kruisproduct {\displaystyle a\times b} van twee vectoren bekend als pseudovector. Als beide vectoren {\displaystyle a} en {\displaystyle b} tegengesteld van richting worden, dan wijst de kurkentrekkerregel toch dezelfde richting aan voor {\displaystyle a\times b}. Het kruisproduct van een vector met een pseudovector is echter wel een vector. Er geldt
- vector × vector = pseudovector;
- pseudovector × pseudovector = pseudovector;
- vector × pseudovector = vector;
- pseudovector × vector = vector.

Een voorbeeld van een veelgebruikte pseudovector die is afgeleid van een kruisproduct is de hoeksnelheidsvector, en het is dan ook niet verwonderlijk dat men juist bij cirkelbewegingen vaak pseudovectoren tegenkomt.
Bekende voorbeelden van pseudovectoren in de natuurkunde zijn
- impulsmoment
- moment
- magnetisch veld
- vorticiteit